# Округ Гласкок (Џорџија)
Гласкок (енгл. Glascock County) је округ у америчкој савезној држави Џорџија.

## Демографија
По попису из 2010. године број становника је 3.082, што је 526 (20,6%) становника више него 2000. године.
| Група             | 2000.         | 2010.         |
| Белци             | 2.309 (90,3%) | 2.750 (89,2%) |
| Афроамериканци    | 212 (8,3%)    | 253 (8,2%)    |
| Азијати           | 0 (0,0%)      | 1 (0,0%)      |
| Хиспаноамериканци | 12 (0,5%)     | 33 (1,1%)     |
| Укупно            | 2.556         | 3.082         |